# AE Andromedae
AE Andromedae (AE And) è una variabile blu luminosa (LBV), una stella la cui luminosità apparente cambia nel tempo, ed è tra le stelle più luminose di questo tipo nella galassia di Andromeda.

## Scoperta
Ne fu scoperta la natura di stella variabile nel 1927, dall'osservatorio dell'Harvard College, con un intervallo di magnitudine fotografica compreso tra 14,7 e 15,6, e venne inizialmente indicata come HV 4476, per poi diventare AE Andromedae. A quel tempo era l'oggetto stellare più luminoso di M31 e mantenne una luminosità simile per circa 20 anni.
Nei primi studi, che hanno portato a identificarla come LBV, AE And è stata accomunata alle cinque variabili Hubble-Sandage: Var A, Var B, Var C e Var 2 in M33 e Var 19 in M31 (oggi nota come AF Andromedae). Sulla base dei confronti dei diagrammi colore-colore, le è stata assegnata la classe spettrale B ed è stata correlata alle variabili P Cygni. Le osservazioni dal 1960 al 1970 hanno mostrato variazioni irregolari della magnitudine nella banda B (blu), tra 16,2 e 17,6, magnitudini nella banda visibile molto simili e magnitudini nella banda U circa 0,4 più luminose. Il primo spettro dettagliato fu pubblicato nel 1975.

## Spettro di emissione
AE And ha uno spettro di emissione peculiare, molto simile a quello di Eta Carinae, probabilmente a causa di un denso vento stellare.  Nel 2010 le righe di emissione si sono indebolite e ha mostrato alcune righe di assorbimento deboli e variabili.
In particolare si riscontrano emissioni intense nelle righe a 250,7 nm del FeII (caratteristica simile a quella riscontrata in Eta Carinae e attribuita a un'emissione simile a un laser UV) e dell'idrogeno, sia consentite che proibite, nonché linee di HeI e NII più deboli. Alcune caratteristiche suggeriscono una classificazione spettrale B2-B3, ma il tipo di emissione e la sua variabilità sfidano una classificazione normale.

## Proprietà
La stella emette densi venti stellari, 3×10−5 M⊙/anno, ma lenti, con velocità dell'ordine di 100 km/s, il che contribuisce alla loro elevata densità ottica (capacità di assorbire radiazioni elettromagnetiche). Si stima che invece la massa complessiva espulsa durante la fase eruttiva tra il 1909 e il 1927 fosse pari a 6×10−3 M⊙, emessa a una frequenza di almeno 3×10−4 M⊙/anno.
Il raggio effettivo, calcolato in base a modelli che suppongono la stella quiescente e una temperatura effettiva di 21.000K, è stato stimato pari a 55 R⊙, valore che aumenta drasticamente durante le fasi esplosive.
La massa della stella non è stata calcolata esplicitamente, ma questo tipo di stella è massiccia, tipicamente 50-120 M⊙.